# Theodor Groppe
Theodor Groppe, auch der Schwarze General genannt, (* 16. August 1882 in Trier; † 28. April 1973 ebenda) war ein deutscher Generalleutnant im Zweiten Weltkrieg. Aufgrund seiner regimekritischen Haltung wurde er 1933 und Ende 1941 aus der Wehrmacht entlassen.

## Leben

### Jugend
Theodor Groppe kam aus einer Familie von Gutsbesitzern, Juristen, Ärzten und Offizieren aus dem Hochstift Paderborn, wo sie Gülten- und Zehntenmeister stellte.
Theodor besuchte in Trier das Friedrich-Wilhelm-Gymnasium und wurde dann Offizier. Er war stark geprägt durch den Katholizismus.

### Erster Weltkrieg und Reichswehr
Groppe trat 1900 in das 2. Lothringische Infanterie-Regiment Nr. 131 in Metz ein. Er war dort der einzige römisch-katholische Offizier. Er besuchte die Kriegsschule Anklam und die Preußische Kriegsakademie, die ihn hervorragend beurteilte. Im Ersten Weltkrieg zeichnete er sich als Frontoffizier aus und wurde Brigade- sowie Divisionsadjutant. Bereits am 31. August 1914 erhielt er das Eiserne Kreuz II. Klasse. Er legte immer größten Wert darauf, dass die Feldgottesdienste abgehalten werden konnten. 1918 führte er als Hauptmann ein Bataillon und erhielt den Orden Pour le Mérite.

### Weimarer Republik
1919 verhinderte er im Hafen von Pillau, dass ein französischer Kreuzer landen und Unterstützung für die Spartakisten in Königsberg an Land bringen konnte. Dieser Widerstand gegen eine der Siegermächte löste in der Presse zum Teil empörte Äußerungen aus. Reichswehrminister Gustav Noske aber erklärte im Reichstag, dass das Verhalten des Hauptmanns Groppe nicht zu tadeln sei. In Königsberg lernte er auch seine spätere Frau kennen, Irma Schwarz. In der Reichswehr durchlief er die Laufbahn des Generalstabsoffiziers. Ab 1928 war er Kommandeur des I. Bataillons des 18. Infanterie-Regiments in Paderborn. Anschließend war Groppe von 1930 bis 1933 Kommandant der Befestigungen bei Lötzen.

### Während der NS-Diktatur

#### Vorkriegsphase
Unmittelbar nach der „Machtergreifung“ der NSDAP wurde Groppe – zu diesem Zeitpunkt Oberst – vom neuen Reichswehrminister von Blomberg, zuvor sein unmittelbarer Vorgesetzter, mit der Begründung entlassen, dass er „seiner ganzen Weltanschauung nach für das Heer des künftigen nationalsozialistischen Staates ungeeignet erscheine“. Bei der Verabschiedung erhielt er den Charakter als Generalmajor.
Bereits zwei Monate später wurde Groppe als Angestellter wieder in das Reichsheer übernommen, da die NS-Regierung bei ihrer Politik der Aufrüstung der Wehrmacht erfahrene Offiziere brauchte. Er war zunächst beim Grenzschutz in Oppeln, ab Oktober 1933 in Gleiwitz tätig. Auch hier leistete er aktiv Widerstand bei Übergriffen von Nationalsozialisten auf die römisch-katholische Kirche und gegen das NS-Regime selbst. So zog er beispielsweise in ein von Juden bewohntes Haus und besuchte den Gottesdienst grundsätzlich in Uniform. Aus Kirchenkreisen wurde er damals gewarnt, dass die Nationalsozialisten einen Mordanschlag auf ihn planten.
1935 wurde Groppe zum Ergänzungsoffizier ernannt und nach Köslin versetzt. Als er auch hier auffiel, wurde er zum aktiven Offizier ernannt und als Landwehrkommandeur nach Hanau versetzt, wo die NSDAP als besonders stark eingeschätzt wurde. Auch hier rückte er von seiner römisch-katholischen Position und seiner Verachtung für das Regime nicht ab, verweigerte zum Beispiel den Hitlergruß. Selbstverständlich wurde er von der Gestapo bespitzelt. Seine geplante zweite Entlassung zum 1. Oktober 1939 wurde kriegsbedingt nicht mehr vollzogen.

#### Zweiter Weltkrieg
Vielmehr übernahm Groppe zu Beginn des Zweiten Weltkrieges das Kommando der 214. Infanterie-Division, die im Herbst 1939 zwischen Merzig und Dillingen am Westwall lag. Dort hatte der örtlich zuständige Kreisleiter der NSDAP für eine im Frontbereich gelegene Ortschaft „spontane Kundgebungen“ gegen die Juden befohlen. Der Generalmajor erließ daraufhin einen Divisionsbefehl, dass Ausschreitungen gegen die jüdische Bevölkerung, wenn nötig, mit Waffengewalt zu verhindern seien. Über das Korps wurde dies dem Oberbefehlshaber der 1. Armee, Generaloberst Erwin von Witzleben, gemeldet. Der spätere Generalfeldmarschall billigte nicht nur die Maßnahmen Groppes, sondern befahl auch für den gesamten Armeebereich, Ausschreitungen gegen Juden mit allen Mitteln zu verhindern. Wieder sorgte Groppe dafür, dass Feldgottesdienste in ausreichender Zahl stattfinden konnten. Er stellte sich schützend vor Geistliche. Gegen den Befehl Heinrich Himmlers an SS und Polizei vom 28. Oktober 1939, der es deren Mitgliedern zur Verpflichtung erklärte, um jeden Preis Kinder zu zeugen – auch außerehelich –, erhob er wütenden Protest gegenüber dem Generalkommando und anderen. Gedeckt durch die Generalobersten Erwin von Witzleben und Wilhelm Ritter von Leeb wurde er zum 1. November 1939 noch zum Generalleutnant befördert, am 21. Januar 1940 jedoch zunächst in die Führerreserve versetzt. Als seine beiden Fürsprecher Ende 1941 in Ungnade fielen, wurde Groppe gleichfalls verabschiedet.
Es gab in der Wehrmacht etliche führende Männer, die sich dem Druck von Partei und SS nicht beugten. Generaloberst von Witzleben und Ritter von Leeb drohten mit sofortigem Rücktritt, falls man Groppe den Prozess machen sollte. Leeb schrieb an den Oberbefehlshaber des Heeres:

„Ich stelle mich mit meiner ganzen Person vor Generalleutnant Groppe, selbst dann, wenn er sich in berechtigter Empörung über den Befehl des Reichsführers SS bei seiner Ansprache im Wortlaut vergriffen haben sollte.“

Auch der Chef der Heeresjustiz Karl Sack (zuletzt Generalstabsrichter) setzte sich couragiert für General Groppe ein. Von Witzleben und Sack wurden nach dem 20. Juli 1944 hingerichtet. Mit Schreiben vom 3. Mai 1942 wurde Groppe die Dienstbezeichnung „Generalleutnant a. D.“ aberkannt; zudem wurde ihm verboten, Uniform zu tragen. Er arbeitete als Werk- und Luftschutzleiter bei Heraeus, wurde aber auch eingesetzt, um Splitterschutzgräben auszuheben.
Nach mehreren Verhören – Hauptpunkt war sein Widerstand gegen Himmlers Fortpflanzungsbefehl vom 28. Oktober 1939 – wurde er am 10. August 1944 verhaftet und im Januar 1945 in die Festung Küstrin verbracht, ein Militärgefängnis der Wehrmacht. Dort war er unter anderem gemeinsam mit Ernst Wirmer, dem Bruder des von den Widerstandskämpfern avisierten Reichsinnenministers Josef Wirmer († 8. September 1944 hingerichtet in Berlin-Plötzensee), mit dem Befehlshaber der holländischen Armee, General Willem Röell (1873–1958), und Generalleutnant Hans Speidel inhaftiert. Nachdem die Gruppe mit Hilfe des Kommandanten der Festungshaftanstalt, Major Leussing, Ende Januar nach Süddeutschland entkommen konnte, kam sie zunächst im Schloss Hersberg unter. Am 26. April 1945, unmittelbar vor der auf persönliche Anordnung Himmlers geplanten Erschießung, konnten die Gefangenen mit Hilfe eines Ordensgeistlichen fliehen und im Bodenseekreis untertauchen; in Urnau wurden sie in den letzten Kriegstagen von französischen Truppen befreit.

### Nachkriegszeit
Groppe wurde am 17. Januar 1952 von der Bundesregierung rehabilitiert. Anlässlich seines 70. Geburtstages bekam er von Papst Pius XII. das Komturkreuz des Gregoriusordens verliehen. Im Jahre 1947 veröffentlichte er seine Schrift Ein Kampf um Recht und Sitte. Für die US-Militärregierung war er als Sachverständiger bei Prozessen gegen Generale und Generalstabsoffiziere tätig. Ab 1955 wieder in Trier wohnhaft saß er u. a. der „Deutsch-Französischen Gesellschaft“ vor.

### Familie
Der Vater von Theodor Groppe, Eduard Groppe, war zuerst Offizier, dann Verlagsbuchhändler.
Theodor Groppe war verheiratet mit Anna Adelina Irma, geb. Schwarz, und hatte mit ihr vier Kinder. Ein Sohn war der Jesuitenpater und Schriftsteller Lothar Groppe.

## Auszeichnungen und Ehrungen
- Eisernes Kreuz (1914) II. und I. Klasse[7]
- Ritterkreuz des Königlichen Hausordens von Hohenzollern mit Schwertern[7]
- Pour le Mérite[7] am 6. November 1918
- Verwundetenabzeichen (1918) in Silber[7]
- Preußisches Dienstauszeichnungskreuz[7]
- Bayerischer Militärverdienstorden IV. Klasse mit Schwertern[7]
- Ritterkreuz I. Klasse des Albrechts-Ordens mit Schwertern[7]
- Hanseatenkreuz Hamburg[7]
- Ehrenkreuz für Frontkämpfer (1934)[8]
- Spange zum Eisernen Kreuz II. Klasse[8]
- Komtur des Gregoriusordens im Jahre 1952[8]

Die Bundeswehr ehrte Groppe 1990 durch die Benennung einer Truppenunterkunft in der Rommel-Kaserne in Augustdorf. In Hanau, wo Groppe mit seiner Familie von 1936 bis 1954 lebte, ist eine Straße nach ihm benannt.

## Schriften
- Ein Kampf um Recht und Sitte. Erlebnisse um Wehrmacht, Partei, Gestapo. 2. überarb. Auflage, Trier 1959.